# Ikaruga

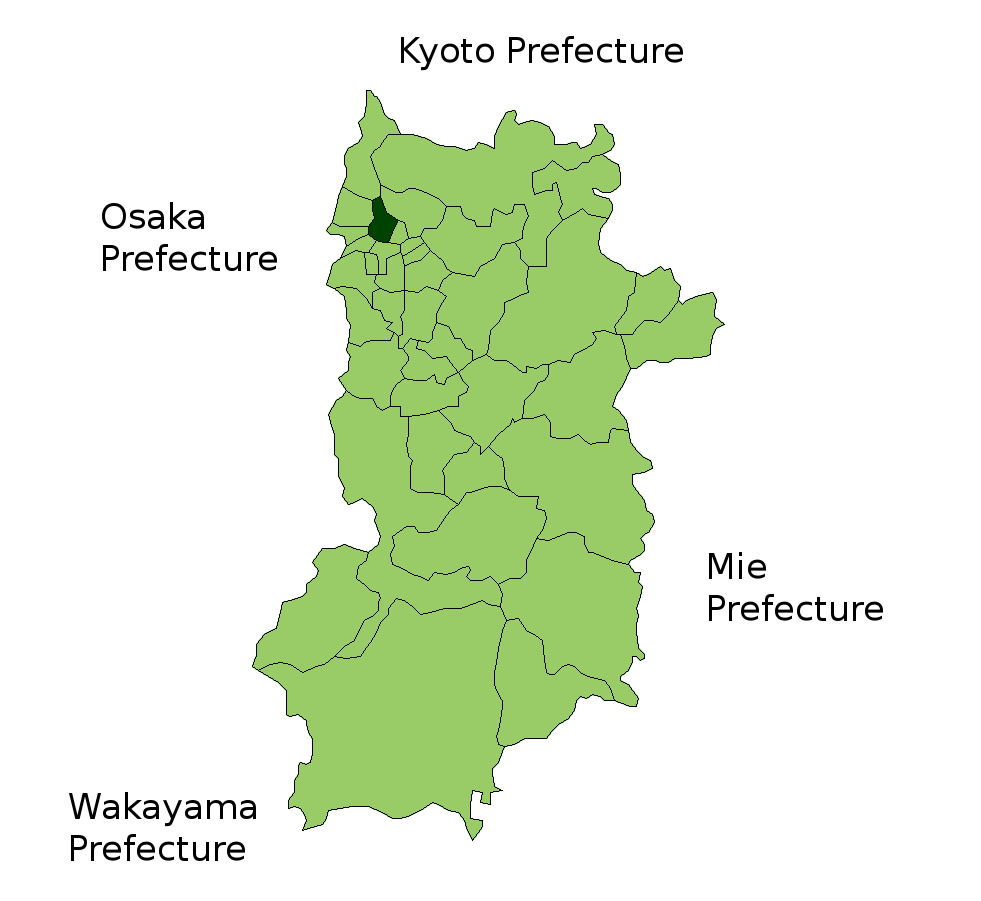

Ikaruga (斑鳩町 Ikaruga-chō?) este un oraș în Japonia, în districtul Ikoma al prefecturii Nara.

## Atracții turistice
- Templul budist Tōdai-ji

## Vezi și
- Lista orașelor din Japonia